# Celestine Babayaro
Celestine Boyd Jonto Hycieth Babayaro (* 29. srpna 1978) je bývalý nigerijský profesionální fotbalista, který hrál na pozici levého obránce nebo záložníka.

## Klubová kariéra

### Mládežnická kariéra
Babayaro se narodil v Kaduně a svou hráčskou kariéru začal v nigerijském klubu Plateau United, než se v roce 1994 přesunul do belgického klubu Anderlecht, kde si nakonec udělal jméno a rychle získal své místo v základní sestavě, ačkoli byl stále teenagerem. Babayaro drží rekord nejmladšího hráče, který se objevil a obdržel červenou kartu v Lize mistrů UEFA. V zápase proti Steaue Bukurešť, který skončil remízou 1:1, byl vyloučen ve věku 16 let a 86 dní.

### Chelsea
Babayaro podepsal smlouvu s Chelsea poté, co si ho v dubnu 1997 všiml skaut Lewis Durkin. Přestoupil za přestupovou částku 2,25 milionu liber, což byl v té době klubový rekord zaplacený za teenagera. Svůj debut si odbyl v Poháru vítězů pohárů proti Slovanu Bratislava, ale zranění, které utrpěl při výhře 6:1 nad rivalem Tottenhamem Hotspur v prosinci 1997, ho vyřadilo pro zbytek sezóny. To znamenalo, že přišel o vítězství ve finále Ligového poháru v roce 1998 a ve finále Poháru vítězů pohárů v témže roce. S Chelsea však vyhrál Superpohár UEFA 1998, FA Cup a Charity Shield v roce 2000 a dostal se do finále FA Cupu v roce 2002. Podílel se také na postupu Chelsea do čtvrtfinále Ligy mistrů UEFA 1999/2000. V prodloužení čtvrtfinálového zápasu proti Barceloně byl Babayaro vyloučen. Během svého sedmiletého působení čelil konkurenci Graeme Le Sauxe, ale podařilo se mu za klub odehrát přes 200 zápasů. Jeho akrobatické oslavy se salty vzad se staly legendární.
Stabilní forma Wayna Bridgeho způsobila, že Babayaro nastoupil za Chelsea v sezóně 2004/05 pod novým manažerem José Mourinhem pouze ke čtyřem zápasům Premier League. Chelsea zakončila sezónu jako šampion Premier League.

### Newcastle United
V lednu 2005 Babayaro opustil Chelsea a přestoupil do Newcastlu United za nezveřejněnou částku, kde se brzy etabloval jako levý obránce. Vstřelil svůj první a nakonec jediný gól Newcastlu při výhře 3:1 nad Coventry City v FA Cupu v sezóně 2004/05.
V září 2006 dostal Babayaro od Fotbalové asociace třízápasový zákaz činnosti za facku útočníkovi Liverpoolu Dirku Kuijtovi, kterou mu uštědřil, když Liverpool zahrával rohový kop. Facku rozhodčí Mark Halsey neviděl, ale pozdější záběry ukázaly, že Babayaro Nizozemce udeřil pěstí do obličeje. Babayaro obvinění přijal a Kuijtovi se omluvil.
Dne 10. února 2007, po výhře 2:1 nad Liverpoolem, tehdejší manažer Newcastlu Glenn Roeder prozradil, že pouhých 12 hodin před výkopem mu Babayaro zavolal a řekl, že jeho mladší bratr David zemřel na tuberkulózu. Navzdory tomu Babayaro trval na tom, že chce hrát a předvedl solidní výkon, který mu vynesl pochvalu od Roedera a fanoušků. Tato skvělá forma pokračovala i při venkovním vítězství United 3:1 nad Zulte-Waregemem v Poháru UEFA.
Vzhledem k jeho četným problémům se zraněními bylo dne 10. prosince 2007 rozhodnuto, že Babayarovi bude s okamžitou platností vypovězena smlouva a dohodnuta výše odstupného.
V lednu 2009 bývalý předseda Newcastlu Freddy Shepherd během televizního rozhovoru pro BBC popsal Babayara jako "ostudu", která "netáhla za jeden provaz".[zdroj?]

### Pozdější kariéra
Dne 21. ledna 2008 se třicetiletý Babayaro dohodl s americkým klubem LA Galaxy na tříleté smlouvě.
Tímto krokem se Nigerijec znovu připojil k trenérovi Ruudovi Gullitovi, který ho v roce 1997 přivedl do Chelsea. I tentokrát to byl nedávno najatý Gullit, kdo chtěl Babayara ve svém novém klubu.
Dne 3. března byl Babayaro vyloučen poté, co odehrál pouhých 45 minut v předsezónním přátelském utkání proti FC Soul, kde předtím obdržel žlutou kartu a proměnil penaltu.
Během předsezónní přípravy na sezónu 2008/09 trénoval Babayaro s klubem Premier League Portsmouth na pozvání manažera Harryho Redknappa s cílem podepsat smlouvu s držiteli FA Cupu. Dne 14. srpna 2008 Redknapp oznámil, že Babayarovi nenabídne smlouvu ve Fratton Parku.
Dne 8. července 2010 Babayaro oficiálně oznámil ukončení aktivní hráčské kariéry.

## Reprezentační kariéra
Poté, co byl součástí vítězného nigerijského týmu na mistrovství světa do 17 let v roce 1993, debutoval v seniorské reprezentaci na Afroasijském poháru národů v roce 1995 proti Uzbekistánu. Následující rok byl součástí týmu Nigérie, který vyhrál zlatou olympijskou medaili na Letních olympijských hrách 1996 v Atlantě, kde se dostal do all-star týmu turnaje. Skóroval v samotném zápase o zlato proti Argentině. Poté, co si v prosinci 1997 v Premier League poranil koleno, se Babayaro uzdravil právě včas, aby se dostal do týmu Nigérie pro Mistrovství světa ve fotbale 1998. Byl také kapitánem Nigérie na Letních olympijských hrách 2000 v Sydney a zúčastnil se Mistrovství světa ve fotbale 2002 v Jižní Koreji a Japonsku.
Babayaro byl součástí nigerijského týmu pro Africký pohár národů 2004 v Tunisku, ale spolu s Yakubuem a Victorem Agalim byl vyloučen za nedisciplinovanost. Ačkoli nikdy oficiálně neoznámil svůj odchod z mezinárodního fotbalu, jeho poslední vystoupení v národním týmu bylo proti Maroku v zápase skupinové fáze.

## Osobní život
Bratr Celestine Babayara, brankář Emmanuel, byl také součástí nigerijského týmu, který v roce 1996 vyhrál zlatou olympijskou medaili.
Babayaro byl v roce 1999 zproštěn obvinění z nemravného napadení. Později zažaloval deník Daily Star za titulek, který naznačoval, že byl obviněn ze znásilnění, a dočkal se omluvy a odškodného.

## Statistiky

### Klubové
| Klub               | Sezóna            | Liga                | Liga   | Liga | Národní pohár | Národní pohár | Ligový pohár | Ligový pohár | Kontinentální | Kontinentální | Ostatní | Ostatní | Celkově | Celkově |
| Klub               | Sezóna            | Soutěž              | Zápasy | Góly | Zápasy        | Góly          | Zápasy       | Góly         | Zápasy        | Góly          | Zápasy  | Góly    | Zápasy  | Góly    |
| ------------------ | ----------------- | ------------------- | ------ | ---- | ------------- | ------------- | ------------ | ------------ | ------------- | ------------- | ------- | ------- | ------- | ------- |
| Anderlecht         | 1994/95           | Jupiler Pro League  | 22     | 0    |               |               |              |              |               |               | –       | –       |         |         |
| Anderlecht         | 1995/96           | Jupiler Pro League  | 28     | 5    |               |               |              |              |               |               | –       | –       |         |         |
| Anderlecht         | 1996/97           | Jupiler Pro League  | 25     | 3    |               |               |              |              |               |               | –       | –       |         |         |
| Anderlecht         | Celkově           | Celkově             | 75     | 8    |               |               |              |              |               |               | 0       | 0       |         |         |
| Chelsea            | 1997/98           | Premier League      | 8      | 0    | 0             | 0             | 2            | 0            | 3             | 0             | –       | –       | 13      | 0       |
| Chelsea            | 1998/99           | Premier League      | 28     | 3    | 5             | 0             | 3            | 0            | 7             | 1             | 1       | 0       | 44      | 4       |
| Chelsea            | 1999/00           | Premier League      | 25     | 0    | 1             | 0             | 0            | 0            | 15            | 2             | –       | –       | 41      | 2       |
| Chelsea            | 2000/01           | Premier League      | 24     | 0    | 2             | 0             | 1            | 0            | 0             | 0             | 1       | 0       | 28      | 0       |
| Chelsea            | 2001/02           | Premier League      | 18     | 0    | 4             | 0             | 4            | 0            | 2             | 0             | –       | –       | 28      | 0       |
| Chelsea            | 2002/03           | Premier League      | 19     | 1    | 3             | 0             | 2            | 0            | 0             | 0             | –       | –       | 24      | 1       |
| Chelsea            | 2003/04           | Premier League      | 6      | 1    | 2             | 0             | 3            | 0            | 3             | 0             | –       | –       | 14      | 1       |
| Chelsea            | 2004/05           | Premier League      | 4      | 0    | 0             | 0             | 1            | 0            | 0             | 0             | –       | –       | 5       | 0       |
| Chelsea            | Celkově           | Celkově             | 132    | 5    | 17            | 0             | 16           | 0            | 30            | 3             | 2       | 0       | 197     | 8       |
| Newcastle United   | 2004/05           | Premier League      | 7      | 0    |               |               |              |              |               |               | –       | –       |         |         |
| Newcastle United   | 2005/06           | Premier League      | 28     | 0    |               |               |              |              |               |               | –       | –       |         |         |
| Newcastle United   | 2006/07           | Premier League      | 12     | 0    |               |               |              |              |               |               | –       | –       |         |         |
| Newcastle United   | 2007/08           | Premier League      | 0      | 0    |               |               |              |              |               |               | –       | –       |         |         |
| Newcastle United   | Celkově           | Celkově             | 47     | 0    |               |               |              |              |               |               | 0       | 0       |         |         |
| Los Angeles Galaxy | 2008              | Major League Soccer | 0      | 0    |               |               |              |              |               |               | –       | –       |         |         |
| Celkově v kariéře  | Celkově v kariéře | Celkově v kariéře   | 254    | 13   |               |               |              |              |               |               |         |         |         |         |

### Reprezentační
| Národní tým | Rok     | Zápasy | Góly |
| ----------- | ------- | ------ | ---- |
| Nigérie     | 1995    | 1      | 0    |
| Nigérie     | 1996    | 1      | 0    |
| Nigérie     | 1997    | 4      | 0    |
| Nigérie     | 1998    | 5      | 0    |
| Nigérie     | 1999    | 2      | 0    |
| Nigérie     | 2000    | 7      | 0    |
| Nigérie     | 2001    | 2      | 0    |
| Nigérie     | 2002    | 4      | 0    |
| Nigérie     | 2003    | 0      | 0    |
| Nigérie     | 2004    | 1      | 0    |
| Celkově     | Celkově | 27     | 0    |

## Úspěchy
Anderlecht
- Jupiler Pro League: 1994/95
- Belgický Superpohár: 1995

Chelsea
- Pohár vítězů pohárů: 1997/98
- Superpohár UEFA: 1998
- FA Cup: 1999/2000
- Charity Shield: 2000

Nigérie U17
- Mistrovství světa ve fotbale hráčů do 17 let: 1993

Nigérie U23
- Fotbal na Letních olympijských hrách: 1996

Nigérie
- Třetí místo na Africkém pohárů národů: 2004

Individuální
- Belgický mladý profesionální fotbalista roku: 1994/95, 1995/96
- Ebony Shoe Award: 1996